# Kabinet-Yoshida V
Het kabinet–Yoshida V (Japans: 第5次吉田内閣) was de regering van het Keizerrijk Japan van 20 mei 1953 tot 10 december 1954.

## Kabinet–Yoshida V (1953–1954)
| Ambtsbekleder | Ambtsbekleder     | Ambtsbekleder                              | Functie                                    | Ambtstermijn     | Ambtstermijn     | Partij |
| ------------- | ----------------- | ------------------------------------------ | ------------------------------------------ | ---------------- | ---------------- | ------ |
|               | Shigeru Yoshida   | Shigeru Yoshida 吉田茂 (1878–1967)         | Premier                                    | 15 oktober 1948  | 10 december 1954 | DLP    |
|               | Taketora Ogata    | Taketora Ogata 緒方竹虎 (1888–1956)        | Vicepremier                                | 28 november 1952 | 10 december 1954 | DLP    |
|               | Kenji Fukunaga    | Kenji Fukunaga 福永健司 (1910–1988)        | Secretaris- generaal                       | 24 maart 1953    | 10 december 1954 | DLP    |
|               | Katsuo Okazaki    | Katsuo Okazaki 岡崎勝男 (1897–1965)        | Minister van Buitenlandse Zaken            | 30 oktober 1952  | 10 december 1954 | DLP    |
|               | Sankuro Ogasawara | Sankuro Ogasawara 小笠原三九郎 (1885–1967) | Minister van Financiën                     | 20 mei 1953      | 10 december 1954 | DLP    |
|               | Takeru Inukai     | Takeru Inukai 犬養健 (1896–1960)           | Minister van Justitie                      | 30 oktober 1952  | 22 april 1954    | DLP    |
|               | Ryogoro Kato      | Ryogoro Kato 加藤鐐五郎 (1883–1970)        | Minister van Justitie                      | 22 april 1954    | 20 juni 1954     | DLP    |
|               | Naoshi Ohara      | Naoshi Ohara 小原直 (1877–1967)            | Minister van Justitie                      | 20 juni 1954     | 10 december 1954 | DLP    |
|               | Sotaro Takase     | Sotaro Takase 岡野清豪 (1890–1981)         | Minister van Economische Zaken             | 20 mei 1953      | 10 januari 1954  | DLP    |
|               | Kiichi Aichi      | Kiichi Aichi 愛知揆一 (1907–1973)          | Minister van Economische Zaken             | 10 januari 1954  | 10 december 1954 | DLP    |
|               |                   | Katsumi Yamagata 山縣勝見 (1902–1976)      | Minister van Volksgezondheid en Welzijn    | 20 mei 1953      | 10 januari 1954  | DLP    |
|               | Ryuen Kusaba      | Ryuen Kusaba 草葉隆圓 (1895–1966)          | Minister van Volksgezondheid en Welzijn    | 10 januari 1954  | 10 december 1954 | DLP    |
|               | Zentaro Kosaka    | Zentaro Kosaka 小坂善太郎 (1912–2000)      | Minister van Arbeid                        | 20 mei 1953      | 10 december 1954 | DLP    |
|               | Shigeo Odachi     | Shigeo Odachi 大達茂雄 (1892–1955)         | Minister van Onderwijs                     | 20 mei 1953      | 10 december 1954 | DLP    |
|               | Mitsujiro Ishii   | Mitsujiro Ishii 石井光次郎 (1889–1981)     | Minister van Transport en Infrastructuur   | 30 oktober 1952  | 10 december 1954 | DLP    |
|               | Kuichiro Totsuka  | Kuichiro Totsuka 戸塚九一郎 (1891–1973)    | Minister van Bouw en Constructie           | 10 februari 1953 | 16 juni 1954     | DLP    |
|               | Saeki Ozawa       | Saeki Ozawa 小沢佐重喜 (1898–1968)         | Minister van Bouw en Constructie           | 16 juni 1954     | 10 december 1954 | DLP    |
|               | Nobuya Uchida     | Nobuya Uchida 内田信也 (1880–1971)         | Minister van Landbouw, Bosbouw en Visserij | 20 mei 1953      | 22 juni 1953     | DLP    |
|               | Shigeru Hori      | Shigeru Hori 保利茂 (1901–1979)            | Minister van Landbouw, Bosbouw en Visserij | 22 juni 1953     | 10 december 1954 | DLP    |
|               |                   | Juichiro Tsukada 塚田十一郎 (1904–1997)    | Minister van Communicatie en Post          | 20 mei 1953      | 10 december 1954 | DLP    |

Yoshida I ·
Katayama ·
Ashida ·
Yoshida II ·
Yoshida III ·
Yoshida IV ·
Yoshida V ·
I. Hatoyama I ·
I. Hatoyama II ·
I. Hatoyama III ·
Ishibashi ·
Kishi I ·
Kishi II ·
Ikeda I ·
Ikeda II ·
Ikeda III ·
Sato I ·
Sato II ·
Sato III ·
K. Tanaka I ·
K. Tanaka II ·
Miki ·
T. Fukuda ·
Ohira I ·
Ohira II ·
Suzuki ·
Nakasone I ·
Nakasone II ·
Nakasone III ·
Takeshita ·
Uno ·
Kaifu I ·
Kaifu II ·
Miyazawa ·
Hosokawa ·
Hata ·
Murayama ·
Hashimoto I ·
Hashimoto II ·
Obuchi ·
Mori I ·
Mori II ·
Koizumi I · 
Koizumi II ·
Koizumi III ·
Abe I ·
Y. Fukuda ·
Aso ·
Y. Hatoyama ·
Kan ·
Noda ·
Abe II ·
Abe III ·
Abe IV ·
Suga ·
Kishida I ·
Kishida II